# Lhok Seumira
Lhok Seumira is een bestuurslaag in het regentschap Bireuen van de provincie Atjeh, Indonesië. Lhok Seumira telt 322 inwoners (volkstelling 2010).